# Центр політики безпеки
Центр політики безпеки — (CSP) є консервативним аналітичним центром у Вашингтоні. Засновником організації та нинішнім президентом є Френк Гефні-молодший. Місія організації полягає в тому, щоб «Визначити виклики та можливості, які можуть вплинути на безпеку Америки», де основна діяльність спрямована на виявлення та дослідження того, що, на його думку, є джихадистськими загрозами для Сполучених Штатів. Центр був звинувачений у вчиненні теорії змови з боку ряду людей, засобів масової інформації та організацій. У 2016 році Юридичний центр «Південна бідність» назвав ЦПБ групою ненависті та «орієнтованим на змову для росту антимусульманського руху».

## Історія та програми
ЦПБ стверджує, що «прихильники шариату Скіт Джихад» встановлюють закони шаріату як «паралельну правову та політичну систему в США», що становить окрему систему управління мусульманським співтовариством стосовно сімейного права, громадянського суспільства, засобів масової інформації та політичний дискурс, фінансування та внутрішня безпека. Колишній директор ЦРУ Джеймс Вулсі є співзасновником доповіді для ЦПБ, заявив, що закони шаріату є серйозною загрозою для Сполучених Штатів.

## Суперечка
Террі А. Джонсон, виконавчий директор Центру нової спільноти, та Дж. Річард Коен, президент Центру юриспруденції з питань бідності (SPLC), назвали ЦПБ «екстремістським аналітичним центром» і запропонували, щоб його очолив «анти-мусульманський теоретик». Також критиці піддаються «розслідувальні звіти», через те, що вони призначені «для посилення помилок Френка Гефні». В одній з «випадкових статей» одного видання, було звинувачено Хуму Абедіна, а потім помічника Хілларі Клінтона, в тому, що вони є прихованими шпигунами для братів-мусульман. 13 червня 2012 р. Республіканські члени конгресу Мішель Бахманн, Трент Франк, Луї Гомерт, Томас Руні та Лінн Вестмореланд направили лист до Генерального інспектора Державного департаменту, включаючи звинувачення проти Абедіна, наведені вище. Лист і звинувачення були широко засуджені та отримали «майже загальне засудження», у тому числі від кількох відомих республіканців, таких як Джон Маккейн, Джон Бойнер, Скотт Браун і Марко Рубіо. У окремій доповіді пролунала заява, що Сьюзен Райс, Річард Хаас та Денніс Росс таємно контролювали таємне «іранське лобі».
Пишучи в релігійній розсилці, Сара Поснер назвала цю організацію «крайнім правим аналітичним центром, президент якого, Френк Геффні, був заборонений від Конференції консервативних політичних дій … тому що його організатори вважали його» божевільним фанатиком ". Центр демократичних цінностей у коледжі Квінсу, Нью-Йоркський міський університет, заявили, що Центр є одним з «ключових гравців в індустрії котеджної промисловості Шаріа», який він описує як «теорію змови», яка стверджує існування «секретних сил елітних груп» що змушують замінити суверенні національні держави, щоб врешті-решт керувати світом .
У березні 1995 року Вільям М. Аркін, репортер та коментатор з питань військової справи, критикував Гаффні як «маестро політики бампер-наклейки», який «спеціалізується на інтенсивних особистих атаках». Крім того, Гафні створив полеміку для написання в 2010 році того, що логотип Агентства протиракетної оборони США здається зловісним, щоб відобразити морфінг ісламського півмісяця та зірки з логотипом кампанії Обами «і був частиною» тривожної картини офіційного підпорядкування США ісламу .
16 березня 2016 р. Кандидат у президенти республіки Тед Круз оголосив, що призначить Гаффні його радником з питань національної безпеки. Круз також повідомив, що його зовнішньополітична група також включатиме трьох інших співробітників аналітичного центру «Гаффні»: Фред Фліц, Клер Лопес та Джим Хенсон.
1. ↑  https://centerforsecuritypolicy.org/author/imp_frank_gaffneyjr/
2. ↑  https://www.charitynavigator.org/ein/521601976
3. ↑  https://centerforsecuritypolicy.org
4. ↑  https://www.mrc.org/freespeechalliance#coalition
5. 1 2  Nonprofit Explorer: Research Tax-Exempt Organizations
6. ↑  https://projects.propublica.org/nonprofits/organizations/521601976/201922209349301352/full
7. 1 2  https://centerforsecuritypolicy.org/author/imp_clarem_lopez/
8. ↑  https://centerforsecuritypolicy.org/author/imp_caroline_glick/